# Korsarz (powieść George’a Byrona)
Korsarz (ang. The Corsair) - po części autobiograficzna powieść poetycka George'a Byrona wydana w 1814 w Londynie w wydawnictwie Johna Murraya.
W czasach, kiedy była wydana po raz pierwszy (1814) osiągnęła ogromną popularność, jej sprzedaż sięgnęła 10 000 kopii w ciągu pierwszego dnia sprzedaży.
Powieść opowiada o losach greckiego pirata imieniem Conrad, który atakuje Seyda, tureckiego króla. Podczas tego wydarzenia ratuje Gulnarę, królową haremu, która uzależnia tego wcześniej wolnego młodzieńca od siebie. W alegoryczny sposób przedstawia to dwa punkty widzenia na Grecję, która z jednej strony jest krajem ludzi wolnych i niezależnych, zaś z drugiej strony jest pod panowaniem tureckim. Jest to związane z dużym zainteresowaniem autora tym krajem, do którego odbył podróż w latach 1809–1811. Podczas swojej podróży pisarz przywiązywał dużą uwagę do tego, co sądzą i jak żyją jego mieszkańcy.
Na jej podstawie Giuseppe Verdi napisał operę pod tym samym tytułem.